# شیوه توسکانی

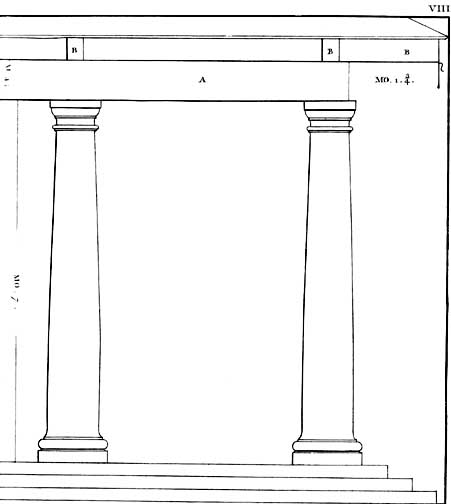
ستون‌های شیوه توسکانی.

شیوه توسکانی یا (به انگلیسی: Tuscan order) شیوه‌ای غیررسمی از معماری کلاسیک یونانی و رومی بود. شیوه توسکانی گونهٔ ساده شده شیوهٔ ستون‌سازی دوریسی رومی است که به آن شباهت دارد، اما ابزارهای آن معدودتر و برجسته‌ترند، ستون‌هایش تراش قاشقی ندارند، افریز آنها ساده است و فاقد سه‌تَرَکی هستند، تنها جزئیات تزئینی آنها، ابزارهایشان هستند.